# 가오팅위
가오팅위(중국어: 高亭宇, 병음: Gāo Tíngyǔ, 한자음: 고정우, 1997년 12월 15일~)는 중화인민공화국의 스피드스케이팅 선수이다. 2018년 동계 올림픽에서 남자 500m 부문 동메달을 획득했다. 2022년 동계 올림픽에서는 500m 부문 금메달을 획득하며 중국 남자 스피드스케이팅 선수로는 최초로 올림픽 금메달을 획득했다.